# 陳俊 (明)
陳 俊（ちん しゅん、1419年 - 1488年）は、明代の官僚。字は時英。本貫は興化府莆田県。

## 生涯
陳珪の子として生まれた。1447年（正統12年）、郷試に首席で及第し、解元となった。1448年（正統13年）、進士に及第した。1449年（正統14年）、戸部主事に任じられた。1454年（景泰5年）、天津諸衛の軍を監督して薬草を採取させた。ときに狡猾な者が蘇州・松江の折納銀70万両あまりを改鋳して侵奪していた。陳俊が監督に赴くと、月をまたがないうちに銀の輸送を終えた。戸部尚書の金濂がその有能を認めて、諸曹の上奏文作成をつかさどらせた。1459年（天順3年）、戸部員外郎となった。1460年（天順4年）春、礼部会試の試験官をつとめた。ほどなく戸部郎中に進んだ。
1461年（天順5年）、両広の瑤族の反乱鎮圧に兵が用いられると、陳俊は食糧輸送を監督した。ときに両広の州県は荒廃して、官倉は空になっていたことから、陳俊は塩商の越境規制を緩めて、米2斗を余分に輸送させ、窮乏していた者に配給させた。母が死去すると、陳俊はその服喪のため帰郷を求めたが、英宗に許可されず、反乱が鎮圧されてようやく帰郷できた。
1465年（成化元年）、陳俊は南京太常寺少卿に抜擢された。1468年（成化4年）、北京に召還されて、戸部右侍郎に任じられた。四方で災害の被害が発生し、辺境の諸鎮は緊急に飼料や食糧の輸送を求めた。地方からの奏請が到着すると、陳俊の裁決はみな妥当なものであり、戸部尚書の楊鼎は深く陳俊を信任した。1471年（成化7年）、北京で飢饉が発生すると、陳俊は太倉を開いて粟80万石を放出し、食糧価格を引き下げた。1石あたりの価格が6銭まで下がり、狡猾な者が買い占めにより利益を得ようともくろんだ。陳俊は食糧の買い入れ量を1升1斗の単位に制限して、これを防いだ。オルドスへの出兵が議論されると、陳俊は命を受けて河南・山西・陝西に赴き、巡撫諸臣と合流し、飼料や食糧の輸送を計画し、官庫の金20万を出して輸送を助けた。楡林の道が険しく遠く、輸送に困難を来たしていたことから、陳俊は内地の市易で金を調達し、西安・韓城・同官の小道を修復して、食糧の輸送を潤滑にさせた。北京に帰ると、俸一級を進められた。1473年（成化9年）、吏部右侍郎に転じた。1475年（成化11年）、吏部左侍郎に進んだ。
1477年（成化13年）、陳俊は南京戸部尚書に任じられた。1479年（成化15年）、南京兵部尚書に転じ、機密に参与した。1484年（成化20年）、南京吏部尚書に転じた。1485年（成化21年）、天文に異変が起こると、陳俊は九卿を率いて時弊二十事を上奏した。成化帝はその多くを採用した。1486年（成化22年）、陳俊は致仕を願い出て許された。太子少保の位を加えられた。1488年（弘治元年）2月29日、死去した。享年は70。諡は康懿といった。